# Приріт мадагаскарський
Приріт мадагаскарський (Pseudobias wardi) — вид горобцеподібних птахів родини вангових (Vangidae).

## Назва
Вид названо на честь англійського ентомолога Крістофера Ворда (1836—1900).

## Таксономія
Традиційно вид відносили до родини прирітникових (Platysteiridae). Генетичний аналіз 2012 року показав, що вид належить до вангових.

## Поширення
Ендемік Мадагаскару. Поширений в східній частині острова. Природним середовищем існування є субтропічні або тропічні вологі низинні ліси.

## Опис
Дрібний птах, завдовжки до 15 см і вагою 12–13 г з довгим хвостом, схожий на мухоловку. Верхня сторона тіла блискучо-чорна з широкими білими смугами на крилах і вузьким блакитним навколоочним кільцем. Дзьоб блідий. Горло і черево білі, груди чорні.